# Anders Sørensen Vedel

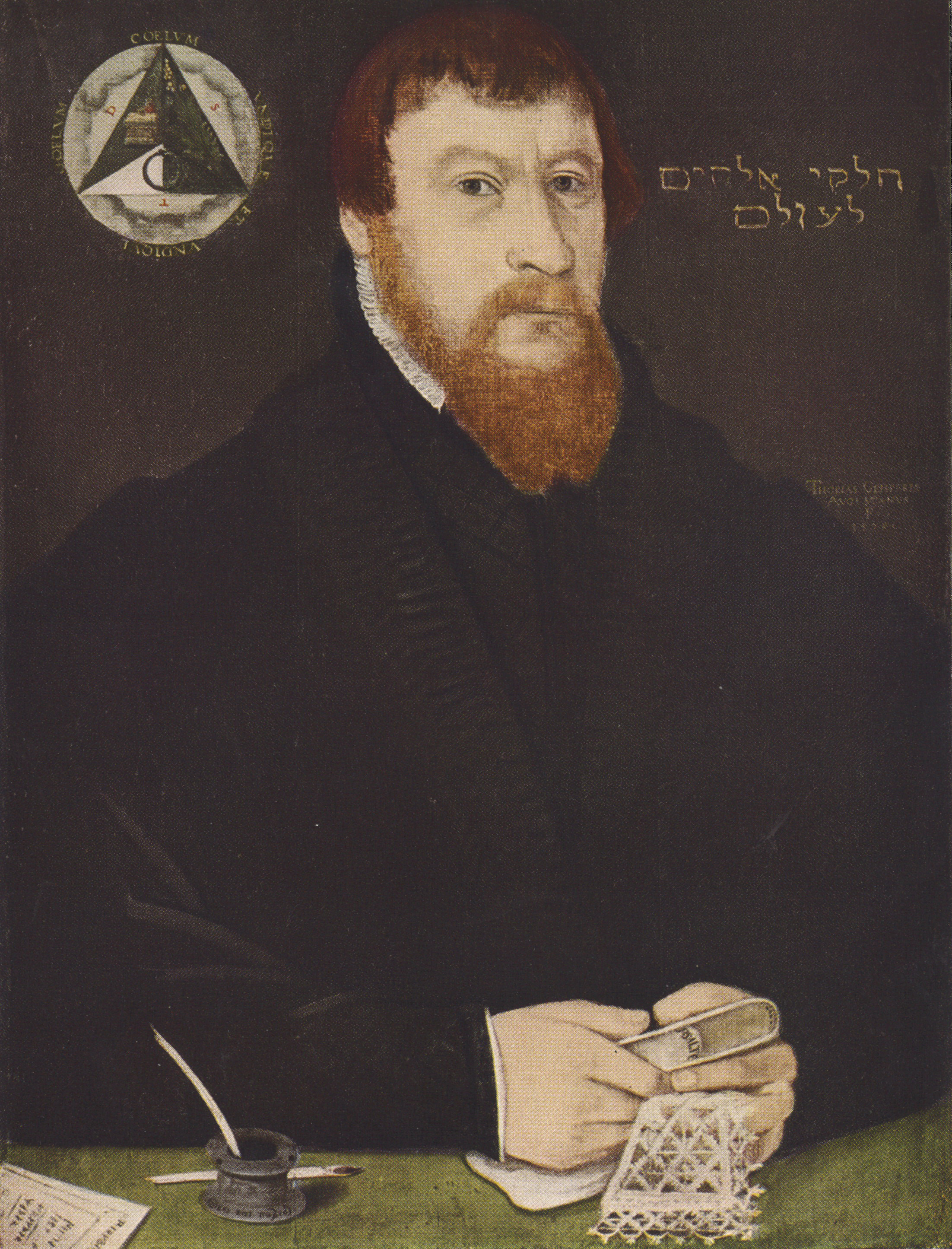
Anders Sørensen Vedel 1578

Anders Sørensen Vedel (* 9. November 1542 in Vejle, Jütland; † 13. Februar 1616 in Ribe, Jütland) war ein dänischer Historiker in der Zeit des Humanismus und der Renaissance. Eine dänische Saxo-Übersetzung (1575), eine Ausgabe des Adam von Bremen (1579) und das Hundertliederbuch (1591) sind seine gedruckten Hauptwerke.

## Leben und historische Werke

### Herkunft und Ausbildung
Vedel entstammte einer großbürgerlichen Familie aus Vejle in Mitteljütland. Mit 14 Jahren kam er in die angesehene Lateinschule in Ribe und wohnte dort bei dem früheren Rektor der Schule. Der Bischof von Ribe, Hans Tausen, erwähnte ihn lobend. Mit 19 Jahren kam er an die Universität in Kopenhagen. 1562 bis 1565 begleitete er den vier Jahre jüngeren dänischen Adeligen Tycho Brahe, mit dem er enge Freundschaft schloss, auf seine Bildungsreise, die sie u. a. nach Leipzig führte. Auf einer zweiten, eigenen Reise kam er nach Wittenberg und schloss dort 1566 das Studium mit dem theologischen Magister ab. In Wittenberg konnte Vedel die Fülle der humanistischen Literatur seiner Zeit kennenlernen; ein unmittelbares Vorbild für sein späteres Hundertliederbuch findet sich (bisher) nicht darunter.

### Hofprediger, Patriot und Historiograph in Ribe
1568 erhielt Vedel die Stelle eines Hofpredigers in Kopenhagen; Anerkennung fand er im patriotischen Adelskreis um den dänischen König Friedrich II. Er traf dort u. a. mit den späteren dänischen Reichskanzlern Niels Kaas und Arild Huitfeldt zusammen; der amtierende Reichskanzler Johan Friis regte ihn dazu an, Saxo Grammaticus` nach 1185 entstandenes lateinisches Geschichtswerk Gesta Danorum kennen, ins Dänische zu übersetzten. Diese erste vollständige dänische Übersetzung erschien 1575 im Druck, sie war in Dänemark allgemein verbreitet und galt auch stilistisch als Vorbild bis in das 19. Jahrhundert hinein. an. Vedels Arbeiten und Veröffentlichungen standen im Dienste des Patriotismus.
Ab 1574 war Vedel wieder in Ribe. 1577 heiratete er die Tochter des Historikers Hans Svaning (1503–1584) und übernahm im Folgenden Svanings Stelle als Historiker und damit dessen Aufgabe, eine dänische Geschichtschronik zu verfassen (auf Latein, der damaligen Sprache der Wissenschaft). Dazu erhielt er ebenfalls Svanings umfangreiche Sammlung von Handschriften. Seine Frau starb bereits 1578 an der Pest. 1581 löste Vedel sich von seinem Hofpredigeramt, zog endgültig nach Ribe, wo er eine Stelle als Kannik (Kanoniker) im Domkapitel erhielt, und heiratete die Tochter des dortigen Bischofs Hans Laugesen, eine Enkelin von Hans Tausen. Er wurde ein wohlhabender Mann und richtete sich eine damals ungewöhnlich große Bibliothek ein (das unten genannte Hundertliederbuch erschien in seiner Privatdruckerei).
Nach Svanings Tod war Vedel seit 1584 Dänemarks Historiograph, weiterhin mit der Aufgabe, eine dänische „Chronik“ zu verfassen (unklar, ob auf Latein oder auf Dänisch). Diese war von Svaning unvollendet geblieben, aber auch Vedel wurde von dieser Arbeit, die er nicht abschließen konnte, 1595 abgelöst; andere übernahmen seine entsprechenden Sammlungen und Vorarbeiten. Auch der Nachfolger war nicht erfolgreich, und erst Vedels Jugendfreund Arild Huitfeldt vollendete die Danmarks Riges Krønike [Chronik des dänischen Reiches] in den Jahren 1595 bis 1603 – auf Dänisch. Vedel hatte großen Anteil daran, dass Dänisch zu seiner Zeit auch eine Sprache der Wissenschaft wurde.
Vergeblich bewarb sich Vedel um die Stelle des Bischofs in Ribe. Doch auch als Domherr blieb er vermögend; er schrieb viele Bücher, u. a. 1579 die erste Ausgabe der Kirchengeschichte des Adam von Bremen, verfasst um 1070, und eine methodische Abhandlung über die dänische Chronik 1581. Und er stiftete eine große Familie (mit Nachkommen bis in unsere Zeit). – Große Teile seiner Sammlung gingen beim Brand von Kopenhagen 1728 zu Grunde, aber wichtige Handschriften für sein Hundertliederbuch sind erhalten geblieben.

## DasHundertliederbuch(1591)

Titelblatt, Faksimile S. 25

Vedels Hundertliederbuch von 1591 ist eine markante Buchausgabe in der vom Patriotismus geprägten Phase der wechselvollen Geschichte Dänemarks unter König Christian IV. (regierte ab 1588, als volljährig gekrönt 1596, starb 1648).

### Vorarbeiten und Quellen
Auf der Grundlage seiner Sammlung von Adelshandschriften, die er z. T. von seinem Schwiegervater Svaning übernahm, gab Vedel 1591 das Hundertliederbuch heraus (das Titelblatt trägt die Jahresangebae „M. D. IXC.“, die Vorrede ist „Anno 1591“ unterzeichnet). Dieses war eine der ersten gedruckten Liedsammlungen in Europa. Sie enthielt nur Texte; erst viel später kam das Interesse für Melodien hinzu. Vedel versuchte aus seinen Vorlagen einen «besten» Text zu finden; z. T. dichtete er Strophen hinzu, um einen ihm als Historiker angemessenen Text zu schaffen. Zu seiner Zeit war das eine höchst innovative Arbeit, und die Nachwelt verdankt ihm damit viele frühe Quellen zur Geschichte des dänischen erzählenden Liedes (historisches Volkslied) und zur (dänischen und damit frühen europäischen) Volksballade.
Die Aufmerksamkeit für historische Quellen in Liedform, z. T. in der mündlichen Überlieferung des Volksliedes und der Volksballade ist ein typisches Produkt der Renaissance. Es wurde Mode auch in dänischen Adelskreisen, sich Liedsammlungen anzulegen, die auch als Gästebücher bzw. Poesiebücher und als Familienbücher (mit Eintragungen, die ebenfalls Interesse für die Genealogie wecken; siehe zu Stammbuch (Freundschaftsalbum)) verwendet wurden. Die ältesten dänischen Handschriften stammen aus den 1550er Jahren; umfangreich mit etwa zweihundert Liedtexten ist z. B. „Karen Brahes Folio“, datiert um 1580. Diese Quellen mündeten in eine reiche Produktion von gedruckten Liedflugschriften (vergleiche Flugschrift), die im 17. Jahrhundert das beherrschende Medium der Liedüberlieferung wurden. In der Reihung dieser Entwicklung ist das Hundertliederbuch eine markante Quelle; die Sammlung birgt nicht weniger als 333 Belege für Volksballadentypen (von den insgesamt 539 Volksballadentypen mittelalterlicher Herkunft, die man aus dänischer Überlieferung kennt; vergleiche in der Literatur: Danmarks gamle Folkeviser). Erst Ende des 19. Jahrhunderts wurde diese Überlieferung mit Neuaufzeichnungen (mit Melodien, ebenfalls aus mündlicher Tradierung (vergleiche Mündliche Überlieferung)) ergänzt; davon kann bei Vedel noch keine Rede sein, obwohl seine handschriftlichen Vorlagen dem nahe kommen mögen, und das bestätigt sich in Einzelfällen.
Vedels unmittelbare Quellen zum Hundertliederbuch waren Sammelhandschriften; von den vier umfangreichen sind drei erhalten geblieben (darunter Svaning I und II; heute im Bestand der Königlichen Bibliothek Kopenhagen). Der Herausgeber ergänzte die Quellen mit gelehrten Einleitungen und z. T. lateinischen Zitaten; es ist [nach heutigem Maßstab eine unkritische] Geschichtsschreibung (Geschichtswissenschaft) im weiteren Sinne, für die Zeit aber bahnbrechend. Verherrlicht werden die Helden der dänischen (oder als dänisch empfundenen) Geschichte, u. a. Dietrich von Bern, aber auch historische Persönlichkeiten des 13. und 14. Jahrhunderts und deren Umkreis wie z. B. Marsk Stig und König Waldemar der Sieger.

### Vorreden und Chronik der Könige
Vedels Werk beginnt mit einer Vorrede an die dänische Königin Sophia, Witwe nach König Friedrich II., die ihn zu dieser Arbeit ermunterte. Darin erinnert Vedel an ein Zusammentreffen mit der Königin auf der Insel Hven bei Vedels «altem Freund» Tycho Brahe 1586 und an das gemeinsame Interesse für «alte Gedichte und Lieder» und für «solche historischen Antiquitäten». Es folgt eine längere Vorrede an den Leser. Vedel verweist auf biblisches Singen bei König David, auf die griechische und römische Antike, auf Karl den Großen und auf Texte zur dänischen bzw. «gotischen» Geschichte, u. a. wohl das bei «Herrn Sachse» (Saxo Grammaticus) erwähnte «Lied von Kriemhild» (mit der Datierung um 1185 ein Hinweis auf eine sehr frühe Kurzfassung aus dem Stoff der Nibelungensage). Neben dem Lateinischen (das er mehrfach zitiert, auch ausführlich, z. B. ein Zitat nach Johannes Reuchlin) hätten Vedels Meinung nach diese Quellen in dänischer Sprache große Relevanz für das Wissen um die «alten historischen Taten», für die Sachkunde und für das Verständnis der Sprache jener Zeit.
Die drei Teile des Werks bringen Liedtexte erstens von «alten Helden und Hünen», zweitens von dänischen Königen und Königinnen (diese Texte «reimen sich mit der Wahrheit») und, drittens, von Personen des dänischen Adels und von den Vornehmen des Reiches. Am Anfang steht eine poetische Chronik-Reihe (wohl von Vedel selbst gedichtet) vom ersten, sagenhaften König «Dan» über u. a. «Rolf Krak» [Kraki, Rolf Krake, belegt in der eddischen Dichtung], «Gorm dem Alten» (Gorm) und seinem Sohn «Harald Blauzahn» (um die Jahre 950 bis 970 der historische Reichsgründer) bis zum König  Christian IV., der seit 1588 regierte, hier die «Nummer 100» in dieser Ahnenreihe.

### Liedtexte sagenhaften Inhalts
Es folgen die insgesamt 102 Liedtexte, die z. T. sagenhafte oder tatsächliche historische Quellen (Vedel versucht die Personen und die Ortsbezeichnungen jeweils zu identifizieren, und das zeichnet ihn als modern orientierten Historiker aus) in wertvoller Weise ergänzen und kommentieren: Der sagenhafte Auszug der Langobarden aus Dänemark «im Jahre 568 nach Christi Geburt» (Teil 1, Nr. 2, zweiter Text; mit Verweis auf Paulus Diaconus); Dietrich von Bern (Teil 1, Nr. 4); Frau Grimild, und ihre Brüder (Teil 1, Nr. 7 bis 9; Verweise auf Saxo Grammaticus, 13. Buch, das «Heldenbuch», vergleiche Heldenbücher; bekannt ist u. a. ein deutscher Druck von 1560, und die handschriftliche Hvenische Chronik (bewahrt ist eine Handschrift von 1603; vergleiche zu Ven (Insel)); «Ein Lied über Meister Hildebrand» (Teil 1, Nr. 10; Verweis auf lateinische Schriften. Es ist eine Übersetzung des deutsch-niederdeutsch-niederländischen jüngeren Hildebrandsliedes mit dem Liedanfang «Ich will zu Land ausreiten, sprach sich Meister Hildebrand…», das seit dem 15./16. Jahrhundert in vielen Quellen überliefert ist.); Dietrichs (Dietrich von Bern) Kampf mit dem Lindwurm, dem Drachen (Teil 1, Nr. 12) u. s. w. Interessant ist die Fülle von Quellen, die Vedel anführt und offensichtlich intensiv benützt. Insofern sind nicht nur die Texte, sondern auch Vedels jeweils vorangestellte Kommentare und Erläuterungen bemerkenswert. Es folgen verschiedene Texte mit dem sagenhaften dänischen Nationalhelden «Olger Danske» (Holger Danske, Ogier le Danois), mit «Sivard Snarensvend» (Sigfrid, dem Siegfried bzw. nordisch Sigurd des Nibelungenstoffes), mit «Tord af Havsgaard» (dem eddischen Gott Thor von «Asgard» nachgedichtet, was Vedel noch nicht erkennen konnte).

Ein Lied über Meister Hildebrand, Faksimile, S. 77

### Liedtexte über «historische» Personen
Im zweiten Teil (im Faksimile, S. 121 ff.) stehen z. T. ebenso klassische dänische Volksballaden (und deren Nachdichtungen) mit Stoffen über sagenhafte Personen und Geschehen wie über «Germand Gladensvend» (Teil 2, Nr. 2), über den «Elfenhügel» (Teil 2, Nr. 9; Stoff des im Deutschen geläufigen «Erlkönigs», vgl. Erlkönig), über «Oluf den Heiligen», Olav II. Haraldsson, König in Norwegen (Teil 2, Nr. 14 und 15), über Knud den Heiligen, Knut IV. (Dänemark), König in Dänemark (Teil 2, Nr. 16; «erschlagen in Odense am 10. Juli 1078» [richtig ist 1086]), über Waldemar den Großen, «Waldemar Sieger», Waldemar II. (Dänemark), und seine Ehefrau, Königin Dagmar (Dagmar von Böhmen; dazu mehrere Texte, darunter Teil 2, Nr. 25 das berühmte Lied von Dagmars Tod in Ribe 1213 [richtig ist 1212]), mehrere Texte über Marsk Stig (Stig Andersen Hvide d. Ä.) und seine Zeit (Teil 2, Nr. 29 bis 36; Ereignisse bis zum Jahr 1294), über Königin Margarethe I. und die historische Reihe bis König Christian IV.
Der dritte Teil (im Faksimile, S. 248 ff.) ist relativ kurz und berichtet u. a. von «Spanienland und Myklegaard» (Miklagard; Teil 3, Nr. 1; es ist der Herkunftsmythos aus Byzanz, Konstantinopel; «…ob etwas Historisches daran ist, kann man nicht sagen»), von Totschlag und Rache im dänischen Adel, von stolzen und tatkräftigen Frauen, von «Oluf Strangesøn», der einen Totschlag mit einer Pilgerreise nach Jerusalem büßt (Teil 3, Nr. 12), vom Aufruhr gegen den Adel und Ereignissen bis 1516, also wiederum bis etwa in die Gegenwart Vedels, der mit einem eigenen lateinischen Gedicht über «Hafnia» (Kopenhagen), Lund [Südschweden, damals dänisch], Ribe und Viborg bis Odense, Aarhus und Schleswig schließt. – Ein historisches Thema behandelt ein allegorisches Gedicht auf die Schlacht bei Hemmingstedt im Jahre 1500.

#### Bedeutung und mögliche deutschsprachige Parallelen

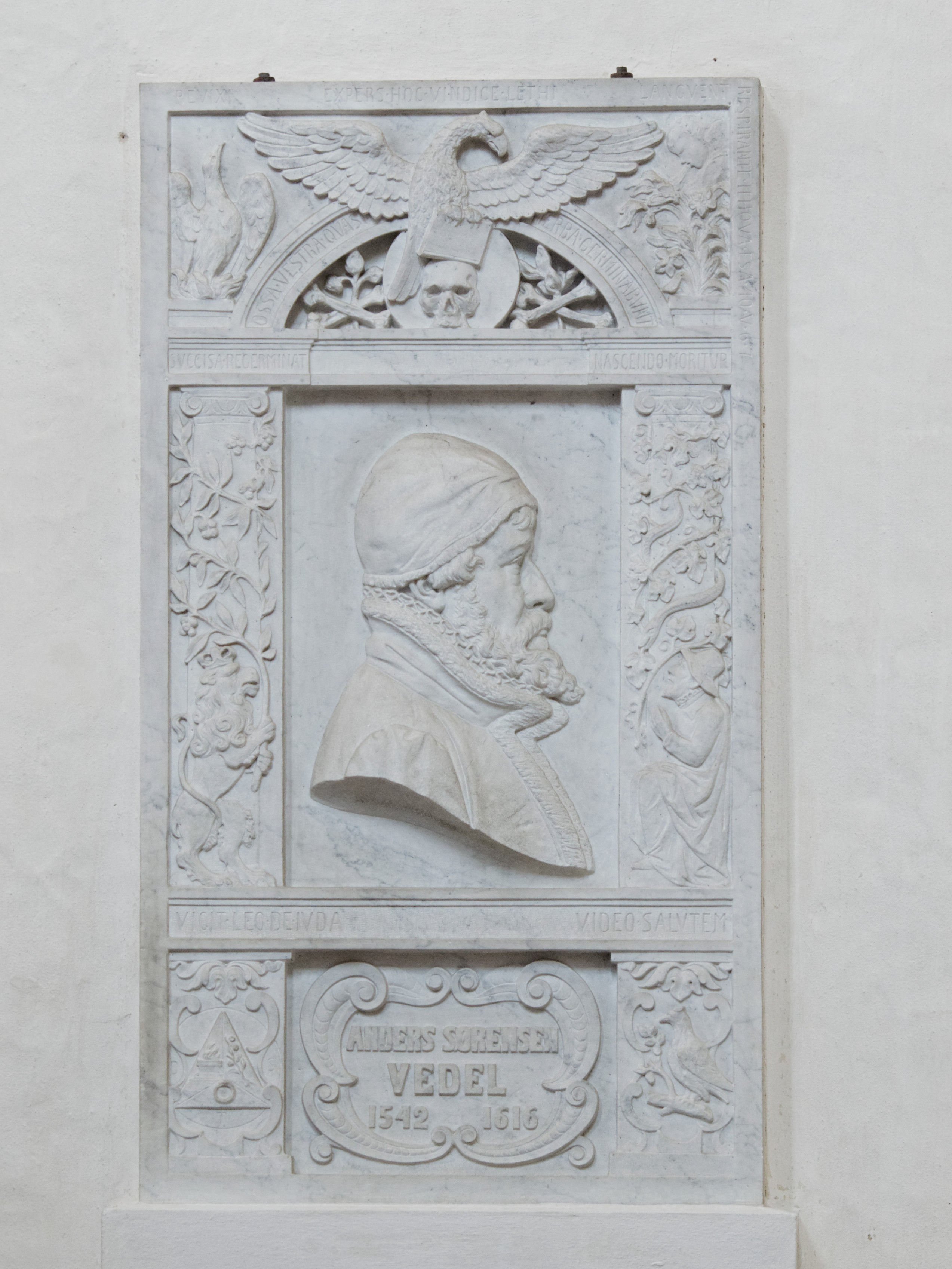
Grabplatte Vedels im Dom zu Ribe